# Coelichneumon albitrochantellus
Coelichneumon albitrochantellus är en stekelart som beskrevs av Tohru Uchida 1955. Coelichneumon albitrochantellus ingår i släktet Coelichneumon och familjen brokparasitsteklar. Inga underarter finns listade i Catalogue of Life.